# 価格操作
価格操作（かかくそうさ、英語: Price fixing）とは、企業が競合他社等との話し合いないしは談合によって価格を操作する行為のことをいう。これは違法行為であり行ったならば処罰を受けることになる。

## 法的位置づけ

### アメリカ
アメリカ合衆国では、価格操作はシャーマン反トラスト法に基づいて連邦刑事犯罪として訴追される可能性がある。

## 事例
- 2014年、日本特殊陶業は自動車部品の価格操作を行っていたことを認め、このことで5210万ドル（約53億円）の罰金を支払った[2]。